# جون جانون
جون جانون (بالإنجليزية: John Gannon)‏ (18 ديسمبر 1966 في المملكة المتحدة - ) هو لاعب كرة قدم بريطاني في مركز الوسط. لعب مع أولدهام أثلتيك وشيفيلد يونايتد ونادي كرو ألكساندرا ونادي ميدلزبره ونادي ويمبلدون.

## وصلات خارجية
- جون جانون على موقع قاعدة بيانات كرة القدم.إي يو (الإنجليزية)
- جون جانون على موقع Soccerbase.com (لاعب) (الإنجليزية)
- جون جانون على موقع عالم كرة القدم.نت (الإنجليزية)